# باشگاه فوتبال اسلوان براتیسلاوا
باشگاه فوتبال اسلوان براتیسلاوا (به اسلواکیایی: ŠK Slovan Bratislava) باشگاهی در شهر براتیسلاوا، اسلواکی است.
این باشگاه در سال ۱۹۱۹ میلادی تأسیس شده‌است.

## افتخارات

### داخلی
- لیگ دسته اول فوتبال اسلواکی (۱۹۹۳–)
  - قهرمان (۷): ۱۹۹۳–۹۴، ۱۹۹۴–۹۵، ۱۹۹۵–۹۶، ۱۹۹۸–۹۹، ۲۰۰۸–۰۹، ۲۰۱۰–۱۱، ۲۰۱۲–۱۳
- لیگ فوتبال اسلواکی (۱۹۳۹–۴۴)
  - قهرمان (۴): ۱۹۴۰، ۱۹۴۱، ۱۹۴۲، ۱۹۴۴
- جام حذفی فوتبال اسلواکی
  - قهرمان (۱۳): ۱۹۶۹–۷۰، ۱۹۷۱–۷۲، ۱۹۷۳–۷۴، ۱۹۷۵–۷۶، ۱۹۸۱–۸۲، ۱۹۸۲–۸۳، ۱۹۸۸–۸۹، ۱۹۹۳–۹۴، ۱۹۹۶–۹۷، ۱۹۹۸–۹۹، ۲۰۰۹–۱۰، ۲۰۱۰–۱۱، ۲۰۱۲–۱۳
- سوپر جام فوتبال اسلواکی
  - قهرمان (۴): ۱۹۹۳، ۱۹۹۴، ۱۹۹۶، ۲۰۰۹
- لیگ دسته اول فوتبال چکسلواکی (۱۹۲۵–۹۳)
  - قهرمان (۸): ۱۹۴۹، ۱۹۵۰، ۱۹۵۱، ۱۹۵۵، ۱۹۶۹–۷۰، ۱۹۷۳–۷۴، ۱۹۷۴–۷۵، ۱۹۹۱–۹۲
- جام حذفی فوتبال چکسلواکی (۱۹۶۱–۹۳)
  - قهرمان (۵): ۱۹۶۱–۶۲، ۱۹۶۲–۶۳، ۱۹۶۷–۶۸، ۱۹۷۳–۷۴، ۱۹۸۱–۸۲
- لیگ فوتبال آماتور چکسلواکی
  - قهرمان (۲): ۱۹۲۷، ۱۹۳۰

### اروپا
- جام برندگان جام اروپا
  - قهرمان (۱): ۱۹۶۹
- جام اینترتوتو
  - قهرمان (۱۰): ۱۹۶۸، ۱۹۷۰، ۱۹۷۲، ۱۹۷۳، ۱۹۷۴، ۱۹۷۷، ۱۹۹۰، ۱۹۹۲، ۱۹۹۳، ۱۹۹۴